# Duguetia sooretamae
Duguetia sooretamae é uma espécie de planta do gênero Duguetia e da família Annonaceae.

## Taxonomia
A espécie foi descrita em 1999 por Paul Maas. O espécime tipo é de Linhares, no estado brasileiro do Espírito Santo.

## Forma de vida
É uma espécie terrícola e arbórea.

## Descrição
| Caule                                  | Caule                |
| -------------------------------------- | -------------------- |
| pilosidade ramo jovem                  | tricoma lepidoto     |
| Folha                                  |                      |
| forma da lâmina                        | estreitamente ovada  |
| pilosidade na face adaxial             | glabra               |
| pilosidade na face abaxial             | tricoma lepidoto     |
| forma da base                          | aguda                |
| forma do ápice                         | agudo                |
| Inflorescência                         |                      |
| presença de inflorescência             | presente             |
| tipo de inflorescência                 | pauciflora           |
| Flor                                   |                      |
| forma do botão-floral                  | estreitamente ovoide |
| cor da flor                            | creme/esverdeada     |
| conação da sépala                      | conata na base       |
| forma da sépala                        | largamente ovada     |
| relação entre pétala externa e interna | subiguais            |
| forma da pétala externa                | largamente ovada     |
| forma da pétala interna                | estreitamente ovada  |
| cor dos estame                         | desconhecido         |
| Fruto                                  |                      |
| cor do fruto                           | esverdeado           |
| forma do fruto                         | subgloboso           |
| presença do colar basal                | presente             |
| presença de tricoma                    | tricoma lepidoto     |

## Conservação
A espécie faz parte da Lista Vermelha das espécies ameaçadas do estado do Espírito Santo, no sudeste do Brasil. A lista foi publicada em 13 de junho de 2005 por intermédio do decreto estadual nº 1.499-R.

## Distribuição
A espécie é encontrada no estado brasileiro de Espírito Santo. 
A espécie é encontrada no domínio fitogeográfico de Mata Atlântica, em regiões com vegetação de restinga.